# Vaccin diphtérique, tétanique et poliomyélitique
Pour les articles homonymes, voir DTP.
Le vaccin diphtérique, tétanique et poliomyélitique, (abrégé vaccin DTP ou dTP) est un vaccin combiné trivalent dirigé contre la diphtérie, le tétanos et la poliomyélite. Sous la forme comprenant une dose réduite d'anatoxine diphtérique (dTP), il est fabriqué par Sanofi Pasteur et vendu sous le nom Revaxis.

## Rappel
Le vaccin DTP permet la prévention conjointe de la diphtérie, du tétanos et de la poliomyélite.
- La diphtérie est une maladie infectieuse très contagieuse, due à une bactérie[6].
- Le tétanos est une maladie infectieuse souvent mortelle, notamment dans les pays en voie de développement. Une personne sur deux atteinte de tétanos guérit spontanément. En France, le tétanos touche moins de dix personnes par an[7],[8].
- La poliomyélite est une maladie infectieuse et très contagieuse. Selon l'OMS, une personne atteinte sur 200 sera paralysée à vie, et 359 cas ont été identifiés en 2014 dans le monde[9].

## Historique
- En 2001, le DTPolio Pasteur est retiré de la vente[réf. nécessaire].
- En 2008, le DTPolio Mérieux Pasteur est retiré de la vente, Sanofi Pasteur propose en remplacement le vaccin Revavix[10].

## Vaccins
Composition du vaccin Revaxis
Substances actives :
- Anatoxine diphtérique
- Anatoxine tétanique
- Vaccins poliomyélitiques inactivés de types 1, 2 et 3

Excipients : acide acétique, acide chlorhydrique, acides aminés, algeldrate, aluminium, eau ppi, éthanol anhydre, formaldéhyde, milieu 199 de Hanks, phénoxyéthanol, phénylalanine, polysorbate 80, sels minéraux, sodium hydroxyde, vitamines.

## Obligation
En France, ce vaccin est obligatoire chez l'enfant.

## Recommandations
En France, ce vaccin combiné est recommandé chez l'adulte en tant que rappel d'une vaccination antérieure, aux âges de 25, 45 et 65 ans, puis tous les 10 ans.